# Григоріанський календар
Григоріа́нський календа́р — календар, запроваджений 4 жовтня 1582 року Папою Римським Григорієм XIII і нині ухвалений у світі як міжнародний стандарт.
Григоріанський календар було розроблено в Священній Римській Імперії на заміну юліанського — окрім високосних років кожного четвертого року, він має поправки кожного 100-го та кожного 400-го років для точнішої передачі тривалості року — періоду оберту Землі навколо Сонця.
Статус стандарту григоріанського календаря затверджено ISO 8601.
Після появи і визнання григоріанського календаря Отцями Риму себто Папою Григорієм і його соратниками календар став сприйматись як «папський» і тому північноєвропейські та східноєвропейські держави, які були протестантськими й православними відмовились його визнавати. Водночас після Берестейської унії він поступово поширився на Правобережній Україні та був там поширений до Полоцького собору 1839 року. Водночас він зберігався і вживався багатьма людьми, особливо пов’язаними з Європою у таких великих і мультикультурних містах як Київ, Львів чи Полтава, а також на тих західноукраїнських землях, які входили до складу держав, де обов'язковим було використання григоріанського календаря (Польща, Австрія). 
У більшій частині Сучасної України (тій, що належала на той час Російській імперії і де були утворені УНР, УСРР і УРСР) до відліку за григоріанським календарем офіційно перейшли у 1918 році, і його дати в перехідний період називали за новим стилем.

## Особливості літочислення
Календар ділить час на календарні роки тривалістю 365 або 366 днів. Роки тривалістю 365 днів називають звичайними, а роки тривалістю 366 днів — високосними. Високосним є кожен рік, який ділиться без залишку на 4, окрім тих, які діляться без залишку на 100, але і ті, що діляться без залишку на 100, є високосними, якщо вони діляться без залишку на 400. Таким чином, час поділено на цикли тривалістю 400 років. Середня тривалість року в григоріанському календарі становить 365,2425 дня або 365 днів 5 годин 49 хвилин і 12 секунд.
{\displaystyle 365{,}2425=365+0{,}25-0{,}01+0{,}0025=365+{\frac {1}{4}}-{\frac {1}{100}}+{\frac {1}{400}}.}
Звідси випливає розподіл високосних років:
- рік, номер якого є кратним 400, — високосний;
- решту років, номер яких є кратним 100, — невисокосні;
- інші роки, номер яких є кратним 4, — високосні.

Отже, 1600 і 2000 роки були високосними, а 1700, 1800 і 1900 роки високосними не були. Також не буде високосним і 2100 рік.
Якщо вважати кількість діб в році незмінною, то похибка в одну добу накопичиться за час близько 3 тисяч років. (Для порівняння: в юліанському — приблизно за 128 років.) Однак така оцінка не враховує факту, що обертання Землі уповільнюється і з часом кількість діб у тропічному році зменшиться, навіть якщо тривалість року в секундах залишатиметься майже незмінною.
Кожен рік поділяється на 12 місяців із різною кількістю днів. Місяць лютий триває 28 днів у звичайні роки, і 29 днів — у високосні. Початком календарного року вважають дату 1 січня.
| Місяць   | Кількість днів |
| -------- | -------------- |
| Січень   | 31             |
| Лютий    | 28 або 29      |
| Березень | 31             |
| Квітень  | 30             |
| Травень  | 31             |
| Червень  | 30             |
| Липень   | 31             |
| Серпень  | 31             |
| Вересень | 30             |
| Жовтень  | 31             |
| Листопад | 30             |
| Грудень  | 31             |

## Історія
Реформа календаря мала за мету ліквідувати зсув весняного рівнодення: від запровадження юліанського календаря до XVI століття виникла різниця в 10 днів порівняно з фактичним настанням рівнодення. Оскільки дата весняного рівнодення є важливою для визначення дати Великодня, це створювало проблеми. Згідно з нововведенням папи, одразу ж після 4 жовтня 1582 року настало 15 жовтня. Цього дня в більшості держав Італії, Французькому королівстві, Іспанії, Португальському королівстві та Речі Посполитій (зокрема, й на території України) запроваджено григоріанський календар — десять днів вилучили з календаря.
У зв'язку з переходом з юліанського на григоріанський календар у Нідерландах зразу після 21 грудня 1582 року настало 1 січня 1583 року, тобто населення залишилось без свята Різдва, яке традиційно відзначають 25 грудня.
1583 року Григорій XIII надіслав Константинопольському Патріарху Єремії II листа, в якому пропонував прийняти новий календар і на його підставі нову пасхалію. У відповідь патріарх Єремія зібрав великий помісний Константинопольський собор у 1583 році, 20 листопада, на який запросив патріарха Олександрійського Сильвестра та патріарха Єрусалимського Софронія IV, на цьому соборі грецькі ієрархи підписали документ «Сингіліон» (Σιγγίλιον) в якому не тільки знову засудили та анафемствували католицькі догмати та звичаї: Філіокве; причастя мирян тільки Тілом Христовим і не причастя мирян Кров'ю Христовою; служіння літургії на опрісноках; вчення про те, що Христос судитиме лише душі у другому приході без тіла; вчення про чистилище; верховенство папи Римського та індульгенцію; але й анафемствували всіх тих, хто прийме Григоріанську пасхалію та григоріанський календар.

### Україна
На території сучасної України григоріанський календар де-юре запроваджено одразу ж після його ухвалення єпископом римським Григорієм XIII (оскільки 1582 року українські землі входили до складу Речі Посполитої, що була католицькою державою). Проте в той час ситуація між польською католицькою та українською православною церквою була дуже напруженою; спроби змусити православних прийняти григоріанський календар лише ускладнили ситуацію. Відтак українські християни дотримувалися юліанського календаря аж до 2023 року, коли після російського вторгнення 2022 року українські християнські конфесії розпочали переходи на григоріанський і новоюліанський календарі.
В Українській Народній Республіці Закон Малої ради «Про заведення на Україні числення часу по новому стилю і перевод годинників на середньоєвропейський час» було ухвалено 12 лютого 1918 року в Коростені. Григоріанський календар офіційно почав діяти з 16 лютого 1918 року, цей день стали вважати 1 березня 1918 року.

### Дати переходу на григоріанський календар у різних країнах
| Країна                                           | Останній день юліанського календаря | Перший день григоріанського календаря |
| ------------------------------------------------ | ----------------------------------- | ------------------------------------- |
| Італія                                           | 04.10.1582                          | 15.10.1582                            |
| Іспанія                                          | 04.10.1582                          | 15.10.1582                            |
| Португальське королівство                        | 04.10.1582                          | 15.10.1582                            |
| Річ Посполита (Польща, Україна, Литва, Білорусь) | 04.10.1582                          | 15.10.1582                            |
| Французьке королівство                           | 09.12.1582                          | 20.12.1582                            |
| Люксембург                                       | 21.12.1582                          | 01.01.1583                            |
| Нідерланди                                       | 21.12.1582                          | 01.01.1583                            |
| Баварське герцогство                             | 05.10.1583                          | 16.10.1583                            |
| Австрійська монархія                             | 06.01.1584                          | 17.01.1584                            |
| Швейцарія                                        | 11.01.1584                          | 22.01.1584                            |
| Угорське королівство                             | 21.10.1587                          | 01.11.1587                            |
| Прусське герцогство                              | 22.08.1610                          | 02.09.1610                            |
| Герцогство Курляндії і Семигалії                 | 19.12.1617                          | 01.01.1618                            |
| Німеччина (протестантська)                       | 18.02.1700                          | 01.03.1700                            |
| Данія-Норвегія                                   | 18.02.1700                          | 01.03.1700                            |
| Королівство Великої Британії                     | 02.09.1752                          | 14.09.1752                            |
| Швеція                                           | 17.02.1753                          | 01.03.1753                            |
| Фінляндія                                        | 17.02.1753                          | 01.03.1753                            |
| Японська імперія                                 | -                                   | 01.01.1873                            |
| Китай                                            | -                                   | 20.11.1911                            |
| Болгарське царство                               | 31.03.1916                          | 14.04.1916                            |
| Османська імперія                                | 15.02.1917                          | 01.03.1917                            |
| Російська Радянська Республіка                   | 31.01.1918                          | 14.02.1918                            |
| Українська Народна Республіка                    | 15.02.1918                          | 01.03.1918                            |
| Королівство Сербів, Хорватів і Словенців         | 18.01.1919                          | 01.02.1919                            |
| Румунське королівство                            | 18.01.1919                          | 01.02.1919                            |
| Грецьке королівство                              | 09.03.1924                          | 23.03.1924                            |
| Єгипетське королівство                           | 17.09.1928                          | 01.10.1928                            |

#### Зауваження

Офіційно календарі у різних країнах світу. (У релігійній сфері можуть бути прийняті інші календарі)
Григоріанський календар
Григоріанський календар, але з іншою ерою
Інші календарі
Паралельне використання григоріанського та національного календарів

З цього списку випливає, що в деяких країнах, наприклад, у Російській імперії, 1900 року був день 29 лютого, тоді як у більшості країн його не було.
На деяких територіях, що свого часу переходили на григоріанський календар, згодом відновлювався юліанський лік часу внаслідок приєднання до інших держав.
У XVI столітті перейшла на григоріанський календар тільки католицька частина Швейцарії, протестантські кантони перейшли 1753 року, а останній, Граубюнден, — 1811 року. Іноді перехід на григоріанський календар супроводжувався серйозними заворушеннями. Наприклад, коли польський король Стефан Баторій запровадив новий календар у Ризі (1584 року), місцеві купці підняли заколот, оголосивши, що вилучення з календаря 10 днів зриває терміни поставок і призводить до значних збитків. Бунтівники розгромили ризьку церкву й убили кількох муніципальних службовців. Подолати «календарні заворушення» й повісити ватажків удалося лише влітку 1589 року.
У зв'язку з неодночасним переходом країн на григоріанський календар можуть виникати помилки сприйняття дат: наприклад, відомо, що Мігель де Сервантес і Вільям Шекспір померли 23 квітня 1616 року. Насправді ці події відбулися з різницею в 10 днів, оскільки в католицькій Іспанії новий стиль діяв від запровадження його Папою, а Королівство Великої Британії перейшло на новий календар лише 1752 року.
Незвичайним був перехід на григоріанський календар на Алясці, оскільки там він поєднувався з перенесенням лінії зміни дати. Тому після п'ятниці 6 жовтня 1867 за старим стилем ішла ще одна п'ятниця 18 жовтня 1867 за новим.
Деякі країни розтягували перехід на кілька років, щоб уникнути стрибка. Наприклад, у Швеції вирішили скасовувати високосні дні лютого з 1700 по 1740 роки. 1700 року скасували перший високосний день. Потім почалася війна й про перехід забули. Таким чином, Швеція жила за своїм особливим календарем. 1711 року Карл XII визнав це непрактичним і вирішив повернутися до старого стилю, додавши в лютому 2 дні. Тому в Швеції було 30 лютого 1712 року. Лише 1753 року новий стиль усе-таки запровадили: після 17 лютого настало відразу 1 березня.

## Правила запам'ятовування кількості днів у місяці

«Правило кісточок».

Існує просте правило запам'ятовування кількості днів у місяці — «правило кісточок»: якщо виставити перед собою складені разом кулаки так, щоб бачити тильні сторони долонь, то по «кісточках» (суглобах пальців) на краю долоні і проміжків між ними можна визначити, є який-небудь місяць «довгим» (31 день) або «коротким» (30 днів, крім лютого). Для цього потрібно почати рахувати місяці з січня, відраховуючи кісточки і проміжки. Січню буде відповідати перша кісточка (довгий місяць — 31 день), лютому — проміжок між першою і другою кісточками (короткий місяць), березню — кісточка, і т. д. Два наступних поспіль довгих місяці — липень і серпень — потрапляють саме на сусідні кісточки різних рук (проміжок між кулаками не враховується).
Згідно з іншим правилом запам'ятовування, по 30 днів мають 4 місяці: квітень, червень, вересень і листопад. Якщо їх записати римськими цифрами, вийде: IV, VI, IX, XI.

## Релігійні свята в західних і східних християн
Усі християни західного обряду (Латинська церква та протестанти), сімнадцять з двадцяти трьох східних-католицьких церков (Коптська католицька церква, Вірменська католицька церква, Албанська греко-католицька церква, Білоруська греко-католицька церква, Греко-католицька церква Хорватії та Сербії, Угорська греко-католицька церква, Італо-албанська католицька церква, Македонська греко-католицька церква, Мелькітська греко-католицька церква, Русинська греко-католицька церква, Словацька греко-католицька церква, Халдейська католицька церква, Сиро-малабарська церква, Маронітська церква, Сирійська католицька церква, Сиро-Маланкарська католицька церква та Українська греко-католицька церква (з 01.09.2023)), три з шести орієнтальних православних церков (Вірменська апостольська церква, Маланкарська православна сирійська церква та Сирійська православна церква) та Церкви Сходу (Ассирійська церква Сходу та Давня церква Сходу) використовують григоріанський календар.
Більшість Східних православних церков (Константинопольський, Александрійський, Антіохійський, Румунська православна церква, Болгарська православна церква, Церква Кіпру, Церква Греції, Автокефальна православна церква Албанії, Православна церква Чеських земель і Словаччини та Православна церква України (з 01.09.2023)), а також три Східні католицькі церкви (Болгарська греко-католицька церква, Греко-візантійська католицька церква та Румунська греко-католицька церква) відзначають свята за новоюліанським календарем, що збігатиметься з григоріанським до 2800 року. У новоюліанському календарі, нерухомі свята збігаються з григоріанським календарем, а рухомі (тобто Пасхалія) з юліанським календарем.
У той час як лише шість з шістнадцяти автокефальних Східних православних церков (Єрусалимський патріархат, Російська православна церква, Сербська православна церква, Грузинська апостольська автокефальна православна церква, Польська автокефальна православна церква та Македонська православна церква — Охридська архієпископія), а також Російська греко-католицька церква відзначають свята за юліанським календарем. Наприклад, Різдво Христове західні й східні християни святкують 25 грудня за григоріанським календарем, а деякі східні — 25 грудня за юліанським (у XX—XXI століттях це відповідає 7-му січня за григоріанським календарем).
Новоюліанський календар був формально запроваджений Московським патріархом Тихоном для вживання у Російській православній церкві 15 жовтня 1923 року. Однак це нововведення хоч і було прийнято практично всіма московськими парафіями, але загалом викликало незгоду в церкві, тому вже 8 листопада патріарх Тихон розпорядився «повсюдне і обов'язкове введення нового стилю в церковне вживання тимчасово відкласти». Таким чином, новоюліанський календар діяв у Московському патріархаті лише 24 дні. Новоюліанський календар у Російській православній церкві використовують лише парафії румунської нацменшини в Чернівецько-Буковинській єпархії.
1 березня 2100 року різниця між календарями зросте до 14 діб, що для церков, які дотримуються юліанського календаря, призведе до зсуву дат усіх нерухомих свят на 1 добу вперед (відповідно до григоріанського календаря). Першим зі «зсунутих» великих свят буде Благовіщення, яке для таких церков припадатиме на 8 квітня за новим стилем (оскільки 25 березня 2100 за старим стилем стане 8 квітня 2100 за новим стилем). Якщо до цього часу не відбудеться остаточний перехід всіх Східних православних церков на новоюліанський календар, то люди, що відзначатимуть тоді свята за старим стилем, стануть свідками такого зсуву дат: Івана Хрестителя — на 8 липня, святого Миколая — на 20 грудня. Різдво Христове із 2101 року буде святкуватись вже 8 січня, а Старий Новий рік — 15 січня.
Аналогічний зсув дат християнських свят на 1 добу вперед відбуватиметься у церквах, що дотримуються юліанського календаря, кожного столітнього року, номер якого не поділяється націло на 400 (2100, 2200, 2300, 2500 і т. д.) Так, українці у Речі Посполитій до 1700 року відзначали Різдво 4 січня за цивільним календарем. Якщо деякі східні християни будуть і надалі дотримуватися юліанського календаря, то до 5000 року Різдво для них досягне дати 29 січня відповідно до григоріанського календаря.
Етіопська православна церква Тевахедо, Етіопська католицька церква, Еритрейська православна церква Тевахедо та Еритрейська католицька церква використовують етіопський календар, а Коптська православна церква Александрії та Коптська католицька церква коптський календар. Етіопський і коптський календарі мають однакову тривалість року з юліанським календарем, однак рік у них починається 29-30 серпня відповідно до цього календаря, а відносно григоріанського початок року поступово зміщується на пізніші дати.

## Дати до запровадження григоріанського календаря
Дати до 4 жовтня 1582 не перераховуються за григоріанським календарем і наводяться за юліанським. У країнах, де григоріанський календар прийнято значно пізніше, існує проблема тлумачення дат. Наприклад, інформація про те, що певна людина народилася в Російській імперії 9 березня 1870 року, вимагає додаткового пояснення, за яким календарем приведена дата. Зазвичай, проблема розв'язується наведенням дат за обома стилями: старим і новим. Зазначена дата народження виглядає в такому записі як 25 лютого (9) березня — за старим юліанським стилем (а в дужках за новим григоріанським календарем).

## Пролептичний календар
Пролептичним григоріанським календарем називається календар, який використовують для позначення дат, що передують даті введення самого григоріанського календаря. Наприклад, для позначення всіх дат до нашої ери найчастіше використовують юліанський календар, введений лише з 1 січня 45 року до н. е. — отже, раніші дати позначаються за пролептичним юліанським календарем. У регіонах, де не використовували юліанський календар, датування подій відбувається за пролептичним григоріанським календарем, що визначає датування подій за правилами григоріанського календаря до появи григоріанського календаря 15 жовтня 1582 року.